# Exoprosopa scutellata
Exoprosopa scutellata är en tvåvingeart som beskrevs av Bhalla 1991. Exoprosopa scutellata ingår i släktet Exoprosopa och familjen svävflugor. Inga underarter finns listade i Catalogue of Life.